# Лантарон
Лантарон (ісп. Lantarón (офіційна назва), баск. Lantaron) — муніципалітет в Іспанії, у складі автономної спільноти Країна Басків, у провінції Алава. Населення — 982 осіб (2009).
Муніципалітет розташований на відстані близько 270 км на північ від Мадрида, 27 км на південний захід від Віторії.
На території муніципалітету розташовані такі населені пункти: Альседо, Бергуенда/Бергонда, Кайседо-Юсо, Комуніон (адміністративний центр), Фонтеча, Лесіньяна-дель-Каміно/Лесіньяна, Молінілья, Пуентеларра/Ларрасубі, Сальседо, Соброн, Турісо, Субільяга.

## Демографія
Динаміка населення (INE ):

## Галерея зображень

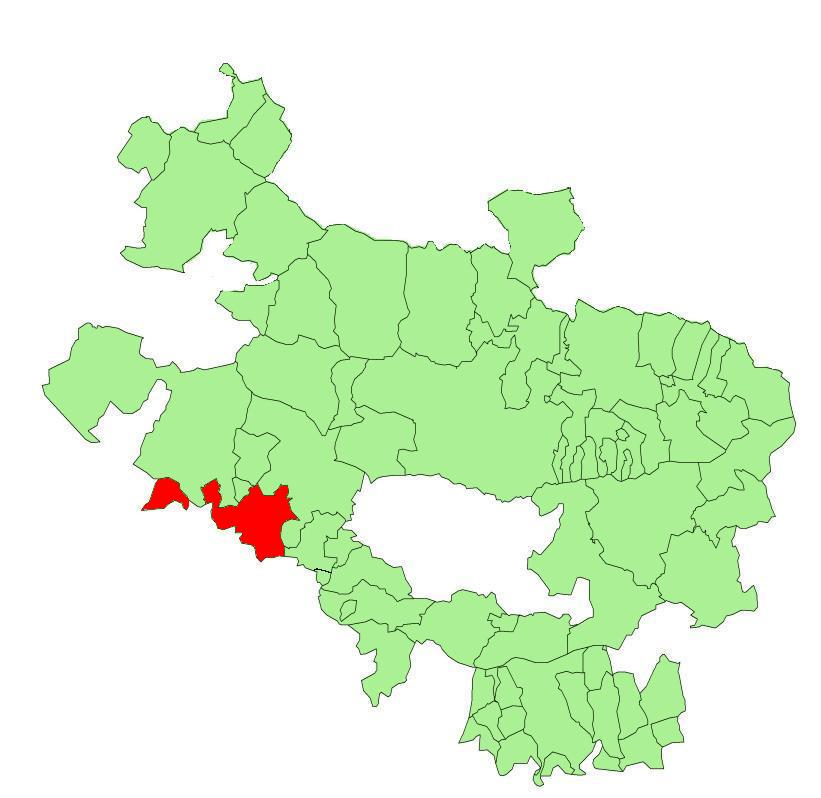
Розташування муніципалітету
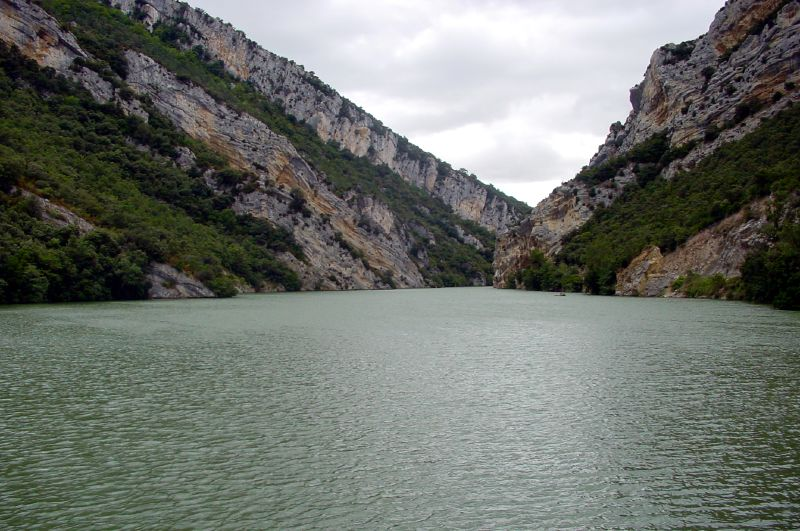
Водосховище Соброн